# 17438 Quasimodo
17438 Quasimodo este o planetă minoră (asteroid), cu un diametru de 5,481 km, din centura de asteroizi. A fost descoperită pe 26 septembrie 1989 la Observatorul La Silla de Eric Walter Elst și a fost numită după Salvatore Quasimodo. 
Obiectul prezintă o orbită caracterizată de o semiaxă mare de 2,322286 UAi, o excentricitate de 0,13, o înclinație de 3,32534 ° în raport cu ecliptica.